# Yarram
Yarram är en ort i Australien. Den ligger i kommunen Wellington och delstaten Victoria, omkring 170 kilometer sydost om delstatshuvudstaden Melbourne. Yarram ligger 25 meter över havet och antalet invånare är 1 715.
Runt Yarram är det mycket glesbefolkat, med 3 invånare per kvadratkilometer.. Det finns inga andra samhällen i närheten. 
Trakten runt Yarram består till största delen av jordbruksmark. Genomsnittlig årsnederbörd är 1 069 millimeter. Den regnigaste månaden är juni, med i genomsnitt 164 mm nederbörd, och den torraste är januari, med 44 mm nederbörd.